# S/2022 J 1
S/2022 J 1 är en av Jupiters månar. Den upptäcktes år 2022 av Scott S. Sheppard. S/2022 J 1 är cirka 2 kilometer i diameter och roterar kring Jupiter på ett avstånd av cirka 22 074 000 kilometer.
S/2022 J 1 har ännu inte fått något officiellt namn.